# Liste der Baudenkmale in Bargischow
In der Liste der Baudenkmale in Bargischow sind alle denkmalgeschützten Bauten der Gemeinde Bargischow (Mecklenburg-Vorpommern) und ihrer Ortsteile aufgelistet. Grundlage ist die Veröffentlichung der Denkmalliste des Landkreises Ostvorpommern mit dem Stand vom 30. Dezember 1996. 

## Baudenkmale nach Ortsteilen

### Bargischow
| ID | Lage    | Bezeichnung                                                                               | Beschreibung | Bild   |
| -- | ------- | ----------------------------------------------------------------------------------------- | --- | ------ |
|    | (Karte) | Friedhof, Umfassungsmauer mit Toranlage, historisches Grabzeichen und -gitter             | |        |
|    | (Karte) | Kirche                                                                                    | Frühgotische Kirche aus Feldstein von um 1300; eingezogener rck. Chor; Westturm mit zweistufigen Fachwerkaufsatz und achteckigen, spitzen Turmhelm; hölzerne Kanzel vom 17. Jh., gemauerter Altar; 1877 umfangreiche Sanierung und Einbau einer Orgel. | Kirche |
|    | Nr. 25  | Vierseitgehöft, Wohnhaus, zwei Stallspeicher, eine Stallscheune, Hofpflasterung, Hofmauer | |        |
|    |         | Bargischow Pfarrgarten                                                                    | |        |

### Gnevezin
| ID | Lage    | Bezeichnung                                                               | Beschreibung | Bild                                                                      |
| -- | ------- | ------------------------------------------------------------------------- | --- | ------------------------------------------------------------------------- |
|    | (Karte) | Friedhof, Umfassungsmauer, hist. Grabzeichen, Wasserpumpe, Kriegerdenkmal | Der Friedhof wird aus einer Mauer eingefriedet, die aus ungeschichteten und unbehauenen Feldsteinen errichtet wurde. Im westlichen Bereich steht ein Findling mit einer Gravur, der an die Gefallenen aus dem Ersten Weltkrieg erinnert.                                                                 | Friedhof, Umfassungsmauer, hist. Grabzeichen, Wasserpumpe, Kriegerdenkmal |
|    | (Karte) | Kapelle                                                                   | Der schlichte Rechteckbau wurde vermutlich im 15. Jahrhundert errichtet und in der Mitte des 18. Jahrhunderts umgebaut. Dabei erneuerten Handwerker auch die beiden Giebel, die aus Fachwerk errichtet wurden. Im Innern steht unter anderem ein Kanzelaltar aus der ersten Hälfte des 19. Jahrhunderts. | Kapelle                                                                   |
|    | Nr. 30  | Wohnhaus                                                                  | |                                                                           |

### Woserow
| ID | Lage   | Bezeichnung                                                            | Beschreibung | Bild                    |
| -- | ------ | ---------------------------------------------------------------------- | ------------ | ----------------------- |
|    | Nr. 29 | ehem. Schule (Wohnhaus)                                                |              | ehem. Schule (Wohnhaus) |
|    | Nr. 22 | Wohnhaus                                                               |              |                         |
|    |        | Wohnhaus (Nr. 13) und Stallspeicher (Nr. 14) der ehemaligen Gutsanlage |              |                         |
|    |        | Kilometerstein                                                         |              |                         |

## Quelle
- Bericht über die Erstellung der Denkmallisten sowie über die Verwaltungspraxis bei der Benachrichtigung der Eigentümer und Gemeinden sowie über die Handhabung von Änderungswünschen (Stand: Juni 1997; PDF, 934 kB)

- Karte mit allen Koordinaten:
- OSM |
- WikiMap